# Modo de audición alocéntrico
Es uno de los dos modos de audición establecidos por Ernest Schachtel que describen el proceso de la percepción sonora. Los modos de audición de Schachtel describen este proceso en función de dónde se centraba la propia audición: en el sujeto o en el objeto.
El modo de audición alocéntrico es un modo de audición centrado en el propio sonido. "¿Qué significa?". "¿Qué evoca?".
- Datos: Q6020352